# Scots Guards
Ne doit pas être confondu avec Garde écossaise (France).

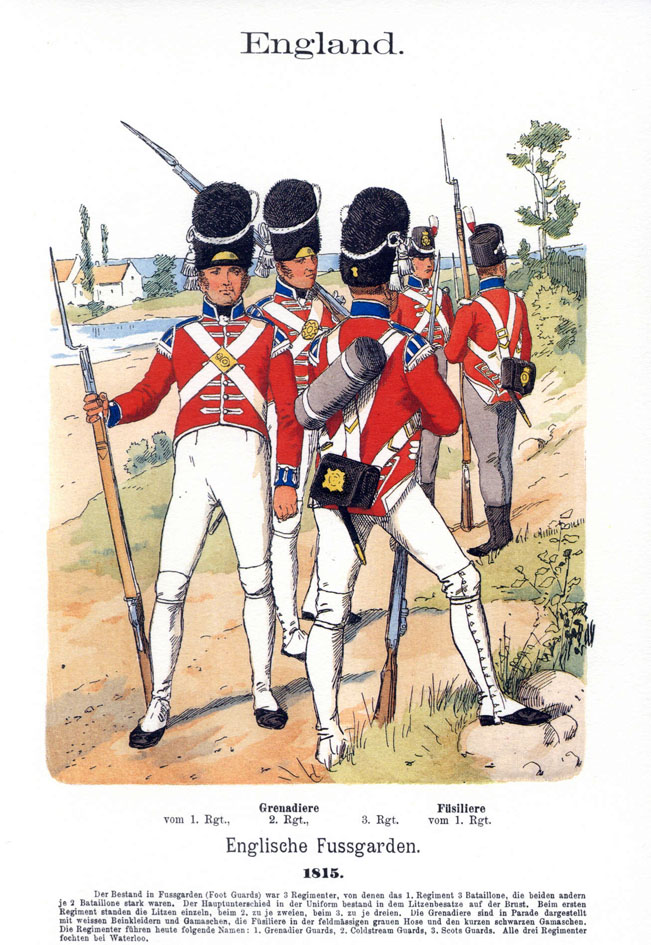
Scots Guards, par Knötel.

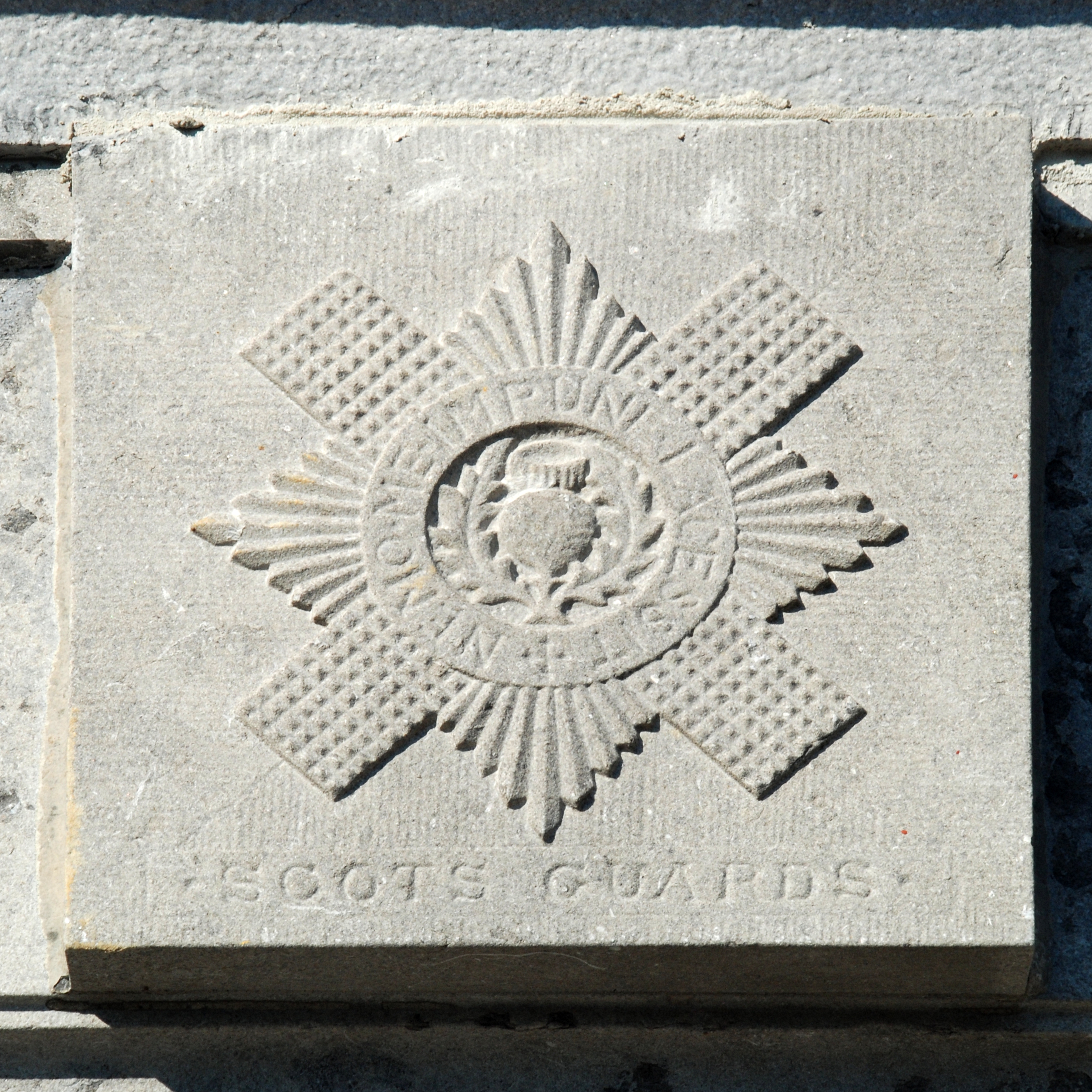
L'insigne des Scots Guards (Nemo me impune lacessit) sur le Monument Gordon à Waterloo.

Dans l'armée britannique, la petite unité militaire écossaise des Scots Guards (litt. « Gardes écossais ») est l'un des régiments d'élite composant de la division de la Garde royale britannique « la Guards Division ».
Les Scots Guards, gardes écossais, constituent l'un des cinq régiments d'infanterie de la Garde du souverain britannique (les Royal Foot Guards).
L’infanterie de la Garde du souverain se compose de 5 régiments à 1 bataillon :
- Les Grenadier Guards issus du Régiment de Lord Wentworth, levé en 1656, chargé de la garde rapprochée du roi Charles II alors en exil en Belgique. L’appellation actuelle date de 1877. C’est le premier régiment des gardes.
- Les Coldstream Guards, gardes anglais créés en 1661, issus du régiment levé par le général George Monck en 1659 dans la ville de Coldstream, à la frontière de l’Angleterre et de l’Écosse. L’appellation actuelle date de 1855. C’est le deuxième régiment des gardes.
- Les Scots Guards, gardes écossais, issus du Régiment Royal du marquis d’Argyll levé en 1642. L’appellation actuelle date de 1877. C’est le troisième régiment des gardes.
- Les Irish Guards, gardes irlandais, sont créés en 1900 en récompense de la bravoure des Irlandais pendant la deuxième guerre des Boers en Afrique du Sud (du 9 octobre 1899 au 1er juin 1902). C’est le quatrième régiment des gardes.
- Les Welsh Guards, gardes gallois.

Les trois premiers régiments disposent d’une compagnie supplémentaire qui reprend les couleurs et les traditions des 2e bataillons disparus lors de la réforme de 1992 (no 2 Company, 2nd Bn Grenadier Guards (renommée Nijmegen Company), no 7 Company, 2nd Bn Coldstream Guards et F Company, 2nd Bn Scots Guards). Ces trois compagnies installées à Chelsea Barracks à Londres sont chargées du cérémonial et de la sécurité des bâtiments.
Leur célèbre uniforme comprend une tunique rouge et un bonnet noir en poil d’ours (poil d’ourse pour les officiers) adopté en 1831. Il est emprunté aux grenadiers à pied de la Garde impériale de Napoléon Ier, vaincus à Waterloo en 1815 par le 1st Foot Guards qui par la suite prit le nom de Grenadier Guards.
On différencie les gardes à la couleur de l’aigrette du bonnet, au nombre et à l’alignement des boutons, ainsi qu’aux insignes de col et aux épaulettes :
- pour les Grenadier : plumet blanc à gauche et boutons à espaces réguliers (car 1er régiment à pied),
- pour les Coldstream : plumet rouge à droite et boutons par 2 (car 2e régiment à pied),
- pour les Écossais : pas de plumet et boutons par 3 (car 3e régiment à pied),
- pour les Irlandais : plumet bleu à droite et boutons par 4 (car 4e régiment à pied),
- pour les Gallois : plumet vert et blanc à gauche et boutons par 5 (car 5e régiment à pied).

## Historique

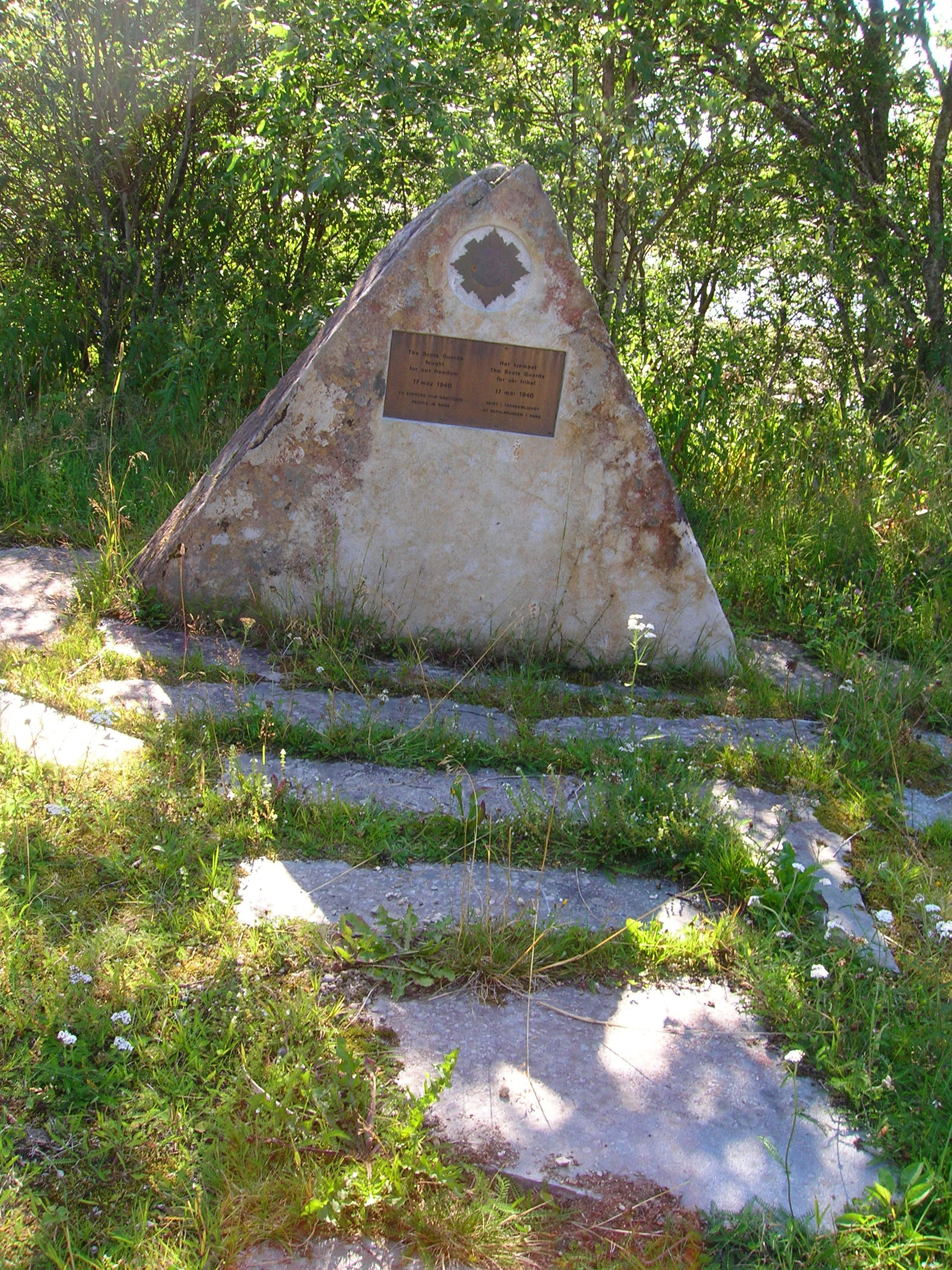
Stèle en hommage aux Scots Guards, édifié par la commune de Rana (Norvège).

Son origine vient de la garde écossaise qui était formée des gardes du corps du roi, sous le règne de Charles Ier d'Écosse, d'Angleterre et d'Irlande au XVIIe siècle. Les premières mentions apparaissent en 1642 (levé par Archibald Campbell, 1er marquis d'Argyll) dans le contexte des guerres civiles anglaises (première révolution anglaise) et anglo-écossaises (Mouvement convenantaire). En 1650 il prend le nom de Lyfe Guard of Foot sous le règne de Charles II et il est institutionnalisé en 1686, comme unité écossaise établie en Angleterre, sous le titre de Scottish Regiment of Foot Guards. Le nom définitif de Scots Guards du régiment est fixé en 1877 par la reine Victoria.
Au cours du XXe siècle, le régiment a été successivement basé, en Angleterre, en Égypte, à Hong-Kong, puis en Allemagne ; et l'unité a aussi été utilisée pour des missions plus spéciale, comme dans les troubles politiques d'Irlande-du-Nord. Le 1er juillet 1997, la Scots Guards était l'unité militaire qui a assuré la cérémonie de rétrocession de Hong-Kong à la Chine. Au début du XXIe siècle, le régiment comptait 94 citations de battle of honour (équivalent des « citations » de régiment française) depuis leur origine.

### Participation aux batailles desXVIIeetXVIIIesiècles
- Guerre de la Ligue d'Augsbourg : 1695 reprise de Namur -première citation de Battle Honour pour le régiment.
- Guerre de Succession d'Espagne : 1710 Saragosse, 1710 Brihuega (défaite).
- Guerre de Succession d'Autriche : 1743 Dettingen, 1745 Fontenoy (défaite), 1747 Lauffeld (défaite).
- Guerre de Sept Ans : 1761 Villinghausen.
- Guerre d'indépendance américaine : 1777 Brandywine, 1778 Germantown, 1781 Guilford Courthouse, 1782 Yorktown (défaite).

### Participation aux batailles duXIXesiècle
- Guerres napoléoniennes : 1801 Alexandrie (campagne d'Égypte) ; 1809 Talavera, 1811 Barrosa, 1812 Fuentes d'Onor, 1812 Bataille des Arapiles, 1813 Nive (campagne d'Espagne) ; Waterloo (combats de la ferme de Hougoumont) 1815 (campagne des Cents-Jours).
- Guerre de Crimée : 1854 Alma -où le régiment gagne sa première Victoria Cross-, 1854 Inkerman.
- Guerres coloniales : 1882 Tel-el-Kebir (révolte d'Arabi Pacha en Égypte) ; 1899 combats de la Modder River (Seconde guerre des Boers en Afrique du Sud).

### Participation aux batailles de la Première Guerre mondiale
- Front de l'Ouest uniquement : 1914 Mons, 1915 Marne (bataille des Deux Morins), 1914 Aisne, 1914 Yser, 1914 Ypres -à l'issue de laquelle le régiment recevra sa première Victoria Cross de la guerre-, 1915 Loos, 1916 Somme, 1917 troisième bataille d'Ypres, 1917 Cambrai, 1918 deuxième bataille de l'Aisne, 1918 franchissement de la Ligne Hindenburg.

### Participation aux batailles de la Seconde Guerre mondiale
- Front de l'Ouest : Narvik 1940 (campagne de Norvège) ; 1944 Mont Pinçon (campagne de Normandie) ; 1945 réduction de la poche de Venlo (Libération de la Belgique et des Pays-Bas|campagne de Hollande, sous commandement canadien) ; 1945 franchissement de la Ligne Siegfried et du Rhin, jusqu'en Saxe (campagne d'Allemagne).
- Front d'Afrique du Nord : Halfaya 1941 (défaite), 1941 prise de Fort Capuzzo, 1941 siège de Tobrouk, 1942 El Alamein ; 1943 Medenine, 1943 Djebel Bou Aoukaz -où une Victoria Cross posthume sera décernée pour une action suicide- pendant la campagne de Tunisie.
- Front d'Italie : 1943 débarquement de Salerne, 1943 franchissement de la Volturno sur la ligne Viktor, 1944 débarquement d'Anzio (combats de Campoleone et Carroceto), 1944 Monte San Michele (Ligne gothique).

### Participation aux batailles depuis 1945
- Guerre froide : 1950-1960 guérilla du Malaya (mouvement communiste MRLA de Malaisie).
- Confrontation indonésio-malaisienne : 1964 opérations de Bornéo.
- Guerre des Malouines : 1982 Mont Tumbledown -avec la dernière charge à la baïonnette de l'histoire du régiment.
- Guerre du Golfe : 1991 (opération Operation Granby).

### Autres participations
Durant le siège de Sidney Street en 1911, quelques Scots Guards servirent comme bénévoles à côté de la police.

## Caractéristiques

Pièce de tissus, aux couleurs la division de la garde, cousue sur le béret, sur laquelle est fixé l'insigne du bataillon des Scots Guards.

Les Scots Guards forment aujourd'hui un régiment d'infanterie motorisée blindée ; composé d'un unique bataillon (le 3e), le régiment est basé à Münster en Allemagne.
Comme les quatre autres régiments de la garde, il assure par rotation annuelle la direction de la garde royale du souverain britannique, après passation des couleurs au moment de l'anniversaire royal (cérémonie du salut aux Couleurs Trooping the Colour, qui comprend aussi les Horse Guards).
L'anniversaire du régiment se fête à la Saint-Andrews (patron de l'Écosse) le 30 novembre ; devise : Nemo Me Impune Lacessit. Les airs de marche du régiment (cornemuse) sont : Hielan' Laddie (charge) et The Garb of Old Gaul (défilé). Le surnom du régiment, dans l'armée britannique, varie, soit The Kiddies, soit Jock Guards. Sur l'uniforme, à la différence des régiments de Highlanders (The Royal Highland Fusiliers, The Black Watch, The Highlanders Seaforth and Camerons, The Argyll and Sutherland Highlanders), le kilt (au motifs du tartan royal des Stuarts) n'est pas porté dans les Scots Guards par les compagnies de combat, mais seulement par les joueurs de cornemuse (en anglais : pipers) de la musique du régiment.
Le colonel du régiment est depuis le 14/04/2024 Edward d'Édimbourg selon les vœux du roi Charles III (roi du Royaume-Uni).